# Horlay Béla
Horlay Béla, születési nevén Hoffmann Béla (Arad, 1914. március 9. – Budapest, 1978. június 12.) belgyógyász, tüdőgyógyász.

## Életpályája
Horlay (Hoffmann) Ferenc Béla (1879–1961) cs. és kir. főhadnagy és Frick Emília Mária (1893–1985) fiaként született. 1938-ban szerezte meg orvosi oklevelét a szegedi Ferenc József Tudományegyetemen. Egyetemi hallgatóként Szent-Györgyi Albert intézetében dolgozott. 1938–1941 között a szegedi egyetem belgyógyászati klinikájának tanársegéde volt. 1941–1945 között katonaorvosként honvédkórházak belosztályát vezette. 
1946–1947-ben a Tüdőgyógyászati Klinika gyakornoka, 1947-től 1952-ig adjunktusa volt. 1952 és 1978 között a Fővárosi János Kórház Bronchológiai Tüdőosztályának főorvosa, 1971–1978 között főigazgató-helyettese volt. 1978-ban nyugalomba vonult.
A hörgők műszeres vizsgálatát rutinvizsgálattá fejlesztette, és ezzel országunkban a bronchológiát magas szinten a mindennapos gyakorlatba bevezette.
A Farkasréti temetőben nyugszik.

## Művei
- Az Aldrich–Mc Clure-próba tüdőgümőkórnál. (Orvosok Lapja, 1947, 47.)
- A bronchoscopia szerepe a tüdőmegbetegedések kórisméjében és gyógykezelésében. (Budapest, 1950)
- A tüdőgümőkóros betegek hörgőszűkületeiről. Miskovits Gusztávval, Gregersen Magdával. (Orvosi Hetilap, 1952, 30.)
- Az antituberculotikumok szerepe a tracheobronchialis gümőkór gyógykezelésében. Ferenczy Sándorral. (Orvosi Hetilap, 1952, 34.)
- Bronchus aspiratióval megoldott, tüdővérzéshez társuló lebenylégtelenség. Vargha Gézával, Hutás Imrével. (Orvosi Hetilap, 1952, 41.)
- A bronchiektáziákról. (Orvosi Hetilap, 1953, 3.)
- A hörgőrákról (különös tekintettel a bronchoszkópos kórismére). Mécs Jánossal. (Orvosi Hetilap, 1953, 6.)
- A hörgőrendszer bénulásáról. Simon Emillel, Steiner Károllyal. (Orvosi Hetilap, 1955, 37.)
- A bronchologiai gyakorlat néhány időszerű kérdéséről. (Orvosi Hetilap, 1957, 5 6.)
- A hörgőrákról (onkológiai továbbképző jegyzet, 2. Budapest, 1957)

## Díjai, elismerései
- Kiváló munkáért (1948)

## Származása
| Horlay Béla (szül. Hoffmann Béla) (Arad, 1914. márc. 9.– Budapest, 1978. jún. 12.) belgyógyász, tüdőgyógyász | Apja: Horlay Ferenc Béla (1936-ig Hoffmann Ferenc Béla) (Pécs, 1879. jan. 13.– Budapest, 1961. aug. 24.) cs. és kir. főhadnagy | Apai nagyapja: Hoffmann Mór (–) számvívő őrmester                                    | Apai nagyapai dédapja: n. a.                                                           |
| Horlay Béla (szül. Hoffmann Béla) (Arad, 1914. márc. 9.– Budapest, 1978. jún. 12.) belgyógyász, tüdőgyógyász | Apja: Horlay Ferenc Béla (1936-ig Hoffmann Ferenc Béla) (Pécs, 1879. jan. 13.– Budapest, 1961. aug. 24.) cs. és kir. főhadnagy | Apai nagyapja: Hoffmann Mór (–) számvívő őrmester                                    | Apai nagyapai dédanyja: n. a.                                                          |
| Horlay Béla (szül. Hoffmann Béla) (Arad, 1914. márc. 9.– Budapest, 1978. jún. 12.) belgyógyász, tüdőgyógyász | Apja: Horlay Ferenc Béla (1936-ig Hoffmann Ferenc Béla) (Pécs, 1879. jan. 13.– Budapest, 1961. aug. 24.) cs. és kir. főhadnagy | Apai nagyanyja: Becker Karolin (1851– Pécs, 1908. dec. 24.)                          | Apai nagyanyai dédapja: Becker Ármin (Bonyhád, 1821– Pécs, 1894. jan. 20.) szobafestő  |
| Horlay Béla (szül. Hoffmann Béla) (Arad, 1914. márc. 9.– Budapest, 1978. jún. 12.) belgyógyász, tüdőgyógyász | Apja: Horlay Ferenc Béla (1936-ig Hoffmann Ferenc Béla) (Pécs, 1879. jan. 13.– Budapest, 1961. aug. 24.) cs. és kir. főhadnagy | Apai nagyanyja: Becker Karolin (1851– Pécs, 1908. dec. 24.)                          | Apai nagyanyai dédanyja: Rothmüller Teréz (Bonyhád, 1825– Budapest, 1899. okt. 21.)    |
| Horlay Béla (szül. Hoffmann Béla) (Arad, 1914. márc. 9.– Budapest, 1978. jún. 12.) belgyógyász, tüdőgyógyász | Anyja: Frick Emília Mária (Arad, 1893. dec. 22.– Budapest, 1985. jan. 27.)                                                     | Anyai nagyapja: Frick József (Arad, 1866. okt. 26.– Budapest, 1962. okt. 4.) építész | Anyai nagyapai dédapja: Frick Antal (Csehország, 1838– Arad, 1911. máj. 25.) építész   |
| Horlay Béla (szül. Hoffmann Béla) (Arad, 1914. márc. 9.– Budapest, 1978. jún. 12.) belgyógyász, tüdőgyógyász | Anyja: Frick Emília Mária (Arad, 1893. dec. 22.– Budapest, 1985. jan. 27.)                                                     | Anyai nagyapja: Frick József (Arad, 1866. okt. 26.– Budapest, 1962. okt. 4.) építész | Anyai nagyapai dédanyja: Blaha Antónia (1842– Arad, 1932. márc. 21.)                   |
| Horlay Béla (szül. Hoffmann Béla) (Arad, 1914. márc. 9.– Budapest, 1978. jún. 12.) belgyógyász, tüdőgyógyász | Anyja: Frick Emília Mária (Arad, 1893. dec. 22.– Budapest, 1985. jan. 27.)                                                     | Anyai nagyanyja: Müller Mária (Arad, 1869. márc. 23.– Budapest, 1953. ápr. 14.)      | Anyai nagyanyai dédapja: Müller József ruhafestő, gyáros (1830– Arad, 1916. márc. 22.) |
| Horlay Béla (szül. Hoffmann Béla) (Arad, 1914. márc. 9.– Budapest, 1978. jún. 12.) belgyógyász, tüdőgyógyász | Anyja: Frick Emília Mária (Arad, 1893. dec. 22.– Budapest, 1985. jan. 27.)                                                     | Anyai nagyanyja: Müller Mária (Arad, 1869. márc. 23.– Budapest, 1953. ápr. 14.)      | Anyai nagyanyai dédanyja: Kriegléder Katalin                                           |